# Macleania pentaptera
Macleania pentaptera är en ljungväxtart som beskrevs av Hørold. Macleania pentaptera ingår i släktet Macleania och familjen ljungväxter. Inga underarter finns listade i Catalogue of Life.